# 栗田勇午
栗田 勇午（くりた ゆうご）は、日本の漫画家。男性。
2001年、『Sweet revenge』（「COMICアイラ」 Vol.8）でデビュー。以来、「アイラ・デラックス」、「フラミンゴＲ」と、三和出版系の雑誌にて執筆を続けてきた。
2009年4月からG-WALKの「コミックプラム」の購入読者向けサイト、(第4話からアンソロジー「PLUM LS」に掲載誌を変更)で『まゆたみ異常交遊録』を連載中。
主に成人向け漫画、特に獣姦をテーマにした作品を扱う。この作風は、小学生の時に読んだよしかわ進作の漫画『おじゃまユーレイくん』の22話に影響されたものであると述べている。
また、ペンネームの由来は『美味しんぼ』の栗田ゆう子であると語っている。（『ノー・ドッグ ノー・ライフ』後書きから）

## 作品リスト
- ノー・ドッグ　ノー・ライフ
- ずーふぃりあ・しんどろーむ
- 少女は犬の夢を見る　The Girl Dreams Dogs
- まゆたみ異常交遊録